# Belarmino Lins
Belarmino Lins de Albuquerque (Fonte Boa, Amazonas, 1 de janeiro de 1946) é um político amazonense. É filho de Belarmino Gomes de Albuquerque e Naide Lins de Albuquerque. Iniciou sua carreira politica em 1991 e foi reeleito para seu 8º mandato em 2018.

## Biogafia
Iniciou na carreira publica no Ano de 1980 quando foi nomeado Diretor Financeiro da COSAMA, ficando no cargo até 1983. Em 1984 aceitou o desafio de ser o Superintendente do IAPAS, se mantendo até 1987 ao ser nomeado Diretor Administrativo e Financeiro do IPASEA, exercendo suas funções de tal forma que em 1989 foi Diretor Presidente do IPASEA onde permaneceu até 1990.
É um dos Deputados estaduais mais atuantes da Assembleia Legislativa. Seus projetos e requerimentos são na maioria, voltados para as questões sociais, na busca de soluções que visem a melhoria da qualidade da vida do homem interiorano.
Sempre presente nos municípios, acompanhados de seus assessores, participando de eventos sociais, culturais, políticos e religiosos, ouvindo as reivindicações dos prefeitos, lideranças políticas e comunitárias e a população, trazendo para a Tribuna deste Parlamento, a voz daqueles que habitam nos mais longínquos rios e cidades do interior do Estado.
Autor da Emenda Constitucional nº 05/2005 que reduziu o recesso parlamentar de 90 dias para 45 dias, publicado no D.O.U. do dia 04/03/05.

## 1.º mandato - Deputado Estadual (1991-1994)
Assumindo o cargo em Janeiro de 1991, foi Eleito pela casa como 2º Secretário biênio 1991 - 1992, foi Membro das Comissões de Economia, Finanças e Orçamento, do Trabalho e Assistência Social, de Saúde e do Trabalho, Cidadania e Ação Social no período de 1991 a 1994. Sendo em 1993 Eleito 2º Vice-Presidente da ALEAM e 1º Vice-Líder do PFL permanecendo até 1994. Atuando como membro da Comissão de Serv. Públicos, Transportes e Obras.

## 2.º mandato - Deputado Estadual (1995-1999)
Ao ser reeleito em 1994, atuou como Chefe da Delegação do Amazonas na Conferência das Assembleias das Américas e Caribe (Quebec - Canadá/1997). No dia 03/10/97, desliga-se do PFL, e filia-se no PTB.

## 3.º mandato - Deputado Estadual (1999-2003)
Foi Líder do PTB, Presidente da Comissão de Constituição, Justiça e Redação Final, Membro da Comissão do Trabalho e Ação Comunitária, Membro da Comissão de Segurança Pública e Cidadania no período de 1999 a 2000. Foi Eleito 1º Vice-Presidente da ALEAM, Vice-Presidente da Comissão de Administração, Serviços Públicos, Transportes e Obras no período de 2001 a 2002. No dia 04/10/2001, desliga-se do PTB, e filia-se no PFL
Foi Membro do Bloco Parlamentar Brasileiro da União de Parlamentares do MERCOSUL - Caracas (2001) e membro da IV Conferência Nacional de Legislativos estaduais, promovido pela UNALE - Gramado/RS

## 4.º mandato - Deputado Estadual (2003-2007)
Assumindo em Janeiro de 2003, foi eleito Vice-Presidente da ALEAM para o Biênio de 2003 2004 e no ano de 2005 foi eleito Presidente da ALEAM permanecendo até 2006. No mesmo período atuou como Vice-Presidente da Comissão de Constituição, Justiça e Redação - Membro da Comissão de Administração, Serviços Públicos, Transportes e Obras - Membro da Comissão de Assuntos Indígenas - Membro da Comissão de Desenvolvimento do Interior, Agropecuária, Pesca e Abastecimento - Presidente do Bloco Brasileiro do Mercosul - Presidente da Comissão de Ética da ALEAM.

## 6.º mandato - Deputado Estadual (2011-2015)
Neste período atuou como Presidente da Comissão de Constituição, Justiça e Redação, Membro efetivo da Comissão de Finanças Públicas, Membro efetivo da Comissão de Assuntos Municipal, Membro efetivo da Comissão de Ética Parlamentar (atípica), Vice-Presidente da Comissão de Geodiversidade, Recursos Hídricos, Minas, Gás e Energia, Membro da Comissão composta para elaborar propostas de adequação, atualização e consolidação da Constituição do Estado do Amazonas à Constituição Federal, Membro da Comissão Especial de Revisão das Leis Estaduais aprovadas por esta Casa Legislativa, Líder do Partido do Movimento Democrático Brasileiro - PMDB - no período de 2011 a 2014. 
Foi membro efetivo do Conselho Deliberativo da UNALE - 2012-2013.
Sendo eleito em 2013 como 1º Vice-Presidente da ALEAM - para o biênio de 2013-2014, atuando também como Presidente da Comissão de Indústria, Comércio Exterior e Mercosul - 2013-2014, Membro efetivo da Comissão de Constituição, Justiça e Redação, Presidente do Conselho Fiscal da União de Parlamentares Sul-Americanos e do Mercosul, Eleito Vice-Presidente da Associação Parlamento Amazônico, Eleito Vice-Presidente da União de Parlamentares do Mercosul.

## 7.º mandato - Deputado Estadual (2015-2019)
Eleito 1º Vice-Presidente da ALEAM para o biênio 2015-2016, Presidente da Comissão de Obras, Patrimônio e Serviços Públicos, Vice-Presidente da Comissão de Constituição, Justiça e Redação, Vice-Presidente da Comissão de Finanças Públicas, Vice-Presidente da Comissão de Ciência, Tecnologia, Comunicação, Informática e Inovação, Membro titular da Comissão de Assistência Social e Trabalho, Membro titular da Comissão de Ética Parlamentar, Membro do Conselho Deliberativo da UNALE, Dirigente Regional da União Nacional dos Legisladores e Legislativos Estaduais - UNALE, Desfiliou-se do PMDB, em março/2016, ingressando no Partido Republicano da Ordem Social-PROS, Líder do PROS na Assembleia Legislativa do Estado do Amazonas, Presidente da Assembleia Legislativa do Amazonas de 2005 a 2006, Presidente da Assembleia Legislativa do Amazonas de 2007 a 2008, Presidente da Assembleia Legislativa do Amazonas de 2009 a 2010, Diversas vezes assumiu como governador do Estado, em exercício.

## Projetos de Lei e Emendas Aprovadas Pela ALEAM
- Emenda Constitucional n°05/2005 que reduziu o recesso parlamentar de 90 para 45 dias, a partir de 2006;

- Lei nº. 2.961, de julho de 2005, que fixou em 5 anos o marco revisional de qualquer ato administrativo de que decorram efeitos favoráveis aos seus destinatários, salvo comprovada má-fé.

- Projeto de lei que determinou a isenção do pagamento do ICMS aos Micros e Pequenos Empresários;

- Instituição e implantação da Medalha da Ordem do Mérito Legislativo do Amazonas;

- Instituição e implantação do Plano de Cargos, Carreiras e Remuneração dos funcionários do Poder Legislativo Estadual;

- Instituição e implantação da nova estrutura orgânico-funcional da Assembleia Legislativa do Estado do Amazonas;

- Instituição e implantação do Prêmio Assembleia Legislativa de Imprensa;

- Construção do Complexo Administrativo que abriga a sede da Assembleia Legislativa, Centro Médico, Centro de Fisioterapia, Centro Técnico, Escola do Legislativo, Centro Esportivo com quadra Poliesportiva e Piscina, Auditórios, Academia e a Praça do Povo do Poder;

- Criação, no âmbito da Assembleia Legislativa do Estado de Amazonas, do Programa “O Parlamento e o Estudante”;

- Lei nº 3.148/2007, que Institui a Política Estadual de Prevenção e Atendimento à Gravidez na Adolescência, reconhecida como de grande relevância pelo Senado da República;

- Lei 3.198/2007, de 04/12/2007, que proíbe o uso de telefone celular nos estabelecimentos de ensino da rede pública e particular do Estado do Amazonas. (Esta lei serviu de modelo para vários outros Estados da Federação);

- Lei nº. 3309/2008 que instituiu, no âmbito do Estado do Amazonas, o Programa Estadual de Proteção a Vítimas e Testemunhas Ameaçadas e estabelece normas para sua organização e manutenção e dá outras providências;

- Lei nº 3.512, de 27 de maio de 2010, que institui o parcelamento de débitos das prefeituras municipais decorrentes de contratos firmados com a Universidade do Estado do Amazonas (UEA);

- Lei Promulgada nº108, 30/11/2011 que dispõe sobre a criação de Central de Empregos para pessoas portadoras de necessidades especiais, no âmbito do Estado do Amazonas;

- Lei Promulgada nº 130, de 28/09/2012, que dispõe sobre o impedimento do uso de aparelhos telefônicos celulares nos estabelecimentos financeiros no Estado do Amazonas;

- Lei n. 3.993, de 15/01/2014 que regulamenta o direito a reunião pública para manifestação de pensamento no Amazonas;

- Instituição da Medalha do Mérito Legislativo Coronel Jorge Teixeira, Resolução Legislativa n. 572, de 30.04/2014.

- Lei que classifica os municípios de Maués, Boca do Acre, Lábrea, São Gabriel da Cachoeira, Carauari, Fonte Boa, Manicoré, Eirunepé, Borba, Itapiranga como Municípios de interesse turístico no Estado do Amazonas;

- Emendas 2013/2014 – Aquisição de voadeiras e kombis destinadas a diversos municípios, além de 34 municípios contemplados com 94 triciclos para o apoio a atividades dos produtores rurais.
- Emendas 2017/2018 – Recursos financeiros destinados à aquisição de ambulâncias, vans, botes de alumínio, tablets, bicicletas, academias ao ar livre e triciclos para o atendimento a demandas de vários municípios
- Construção e instalação de uma indústria de produção do leite de soja e derivados no Município de Carauari.